# Хроника (фильм)
«Хроника» (англ. Chronicle) — супергеройский фильм режиссёра Джоша Транка, снятый в стиле найденной плёнки и являющийся его режиссёрским дебютом. Премьера в России состоялась 2 февраля 2012 года, в США — 3 февраля 2012 года.
Теглайн: «На что способен ты?»

## Сюжет
Эндрю Детмер — обычный подросток, живущий с родителями. Его отец — бывший пожарный, который получил на службе травму и теперь живёт на страховку, злоупотребляет алкоголем и позволяет себе применять к сыну рукоприкладство, мать же болеет серьёзной болезнью. Эндрю — социофоб, из-за чего у него мало знакомых и друзей, в школе он нередко подвергается буллингу. Общается он главным образом с двоюродным братом Мэттом. Эндрю покупает видеокамеру и начинает «снимать всё». После уговоров Мэтта Эндрю решает отправиться с ним на вечеринку, с которой вскоре уходит из-за очередных унижений со стороны одноклассников. Через некоторое время его подзывает Стив, один из популярных учеников школы, который мечтает стать политиком. Он говорит, что нашёл «что-то, что обязательно нужно снять». Это оказывается большая дыра в земле, ведущая в пещеру. Стив, Мэтт и Эндрю залезают внутрь и находят там светящиеся голубые кристаллы, которые затем краснеют. В этот момент камера падает и запись прерывается.
Спустя несколько дней после данного инцидента юноши замечают у себя способности к телекинезу. Дома Эндрю учит Мэтта собирать конструктор Lego силой мысли, но у того не получается, и Эндрю сам собирает башню из конструктора. Пойдя в магазин, друзья при помощи своих способностей разыгрывают покупателей. Спустя несколько дней, проезжая во время дождя на трассе, Эндрю решает силой мысли «подвинуть» автомобиль наглого водителя, который едет сзади и всё время им сигналит. Не рассчитав силы, он сбивает машину с дороги в реку. Водителя удаётся спасти, однако Мэтт предлагает создать правила, которые теперь обязаны соблюдать все трое, в том числе не причинять вред окружающим.
На следующий день Мэтт и Эндрю по приглашению Стива приезжают на свалку, он показывает им, что научился левитировать. Эндрю и Мэтт после тренировок тоже взлетают, подымаются над облаками и играют там в волейбол. Но затем над ними пролетает самолёт, и Стив теряет сознание и начинает падать. Эндрю ловит его и опускается с ним на землю, следом прилетает Мэтт. На следующий день друзья собираются слетать в Нью-Йорк, но Мэтт под предлогом дня рождения матери уходит к Кейси, девушке, которая ему давно нравится. Эндрю и Стив прилетают на крышу небоскрёба и беседуют там, при этом Эндрю снимает их на левитирующую камеру. Через несколько дней, после уговоров друзей, Эндрю идёт на конкурс талантов, где вместе со Стивом при помощи телекинеза показывает необычные фокусы и занимает первое место, чем удивляет всех присутствующих. В честь этого ученики школы устраивают вечеринку, где Эндрю внезапно становится центром внимания, но после неудачного инцидента с одной из девушек Детмер покидает мероприятие.
Дома отец Эндрю узнаёт о покупке камеры и ругает его, потому что он потратил деньги на камеру вместо лекарств для матери. Отец избивает его, но Эндрю при помощи телекинеза отбросывает его на пол. Вечером расстроенный Эндрю улетает сквозь дождь в облака. В этот момент и у Стива, и у Мэтта начинает идти кровь из носа. Стив находит Эндрю и пытается успокоить, но тот лишь кричит, чтобы Стив оставил его в покое. Стива поражает молния, он падает и погибает. После похорон Стива отношения между братьями ухудшаются. Мэтт начинает подозревать  в смерти друга Эндрю, потому что Стива нашли сгоревшим посреди поля, и Мэтт не понимает, как он мог там оказаться, тем более что грозовые молнии в ту ночь не были зафиксированы метеорологами. Эндрю не отвечает, а лишь улетает с кладбища и снова посещает то место, где когда-то была подземная пещера (теперь зарытая). Вскоре Эндрю отправляется в аптеку за лекарствами для матери, но оказывается, что у него недостаточно средств для приобретения медикаментов. Днём, дома, юноша одевает пожарный костюм и, используя телекинез, нападает на компанию людей неподалёку от дома и грабит их, снимая на камеру, но денег оказывается недостаточно. Тогда он приходит в магазин на заправке и ворует деньги из кассы, но кассир берёт ружьё и идёт следом. Эндрю телекинезом выбивает ружьё из рук кассира, оно стреляет и попадает в газовый балон, который взрывается, и Эндрю с ожогами попадает в больницу.
В больницу приходит отец Эндрю, и говорит, что мать умерла, пока он искал сына. Он приходит в себя, хватает отца за руку и выносит стену в палате. Мэтт чувствует боль Эндрю, у него идёт кровь из носа, а услышав в новостях о взрыве в больнице, вместе с Кейси приезжает, чтобы успокоить брата. Увидев, как Эндрю летает над больницей, держа своего отца за ногу и что-то крича, Мэтт взлетает и ловит отца Эндрю, которого тот отпустил. В гневе Эндрю начинает разрушать город, а Мэтт пытается его успокоить. Между ними завязывается бой, в ходе которого они падают на центральную площадь перед статуей. Так как Эндрю не реагирует на приказы полиции лечь на землю, по нему открывают огонь, но он останавливает все пули, а затем начинает разносить всё вокруг. Мэтт предлагает ему улететь в Тибет, но тот не реагирует, и он вынужденно убивает своего двоюродного брата, проткнув того копьём от статуи. Мэтта окружают военные, но он успевает взлететь и скрыться. Через несколько дней Мэтт прилетает в Тибет и делает прощальную запись, в которой прощается со всеми, в том числе и Эндрю, и клянется обязательно выяснить, что же на самом деле произошло в той пещере.

## В ролях
- Дэйн Дехаан — Эндрю Детмер
- Алекс Расселл — Мэтт Гаретти
- Майкл Б. Джордан — Стив Монтгомери
- Майкл Келли — Ричард Детмер
- Эшли Хиншоу — Кейси Леттер
- Анна Вуд — Моника
- Люк Тайлер — Шон
- Хосе Ваз — Майкл Эрнесто
- Мэттью Роббертс — сосед Майкла

## Отзывы
Фильм получил в основном положительные отзывы. На сайте Rotten Tomatoes на основе 166 отзывов критиков фильм имеет среднюю оценку 7,1 из 10 баллов и общую оценку 85 %.
Роджер Эберт дал фильму 3,5 звезды из 4, отметив, что несмотря на обманчиво малообещающее начало, «Хроника» Джоша Транка перерастает в необычайно увлекательный фильм, включающий в себя элементы историй про супергероев, научно-фантастического фэнтези и драмы о неустроенной жизни тинейджера.

## Продолжение
После успешного выпуска фильма были предприняты шаги по созданию продолжения. Фокс нанял Лэндиса для написания сценария, но участие Транка в качестве режиссёра оставалось неясным. В октябре 2012 года сообщалось, что Fox не доволен сценарием, но в апреле 2013 года Лэндис сказал, что Фокс понравился сценарий, который будет более тёмным по тону, и производство продвигается. Однако в июле 2013 года Лэндис заявил, что к работе над фильмом приступили новые сценаристы, а в марте 2014 года Фокс нанял Джека Стэнли для написания сценария.
Транк прокомментировал в 2020 году, что после опыта создания «Хроник» он никогда не участвовал в создании продолжения. Хотя он думал, что сценарий продолжения «хорош», он чувствовал, что он «не имеет ничего общего с тем, что я хотел сделать» оригинальный фильм, и сделал все, что мог, чтобы замедлить продвижение к нему. «Я действительно никогда не хотел, чтобы появилась «Хроника 2». Это был мой худший кошмар. Во-первых, я этого не делаю. Во-вторых, если это сделает кто-то другой, то вы знаете, что это будет кусок дерьма».
В августе 2021 года продюсер Джон Дэвис официально объявил о продолжении под руководством женщин.